# Geoffrey Rush
Geoffrey Roy Rush, född 6 juli 1951 i Toowoomba, Queensland, Australien, är en australisk skådespelare och Unicef-ambassadör.
Rush föddes i Queensland, Australien, son till Merle, ett butiksbiträde, och Roy Baden Rush, revisor inom flygvapnet. Före sin skådespelarkarriär studerade Rush vid Everton Part Slate High School.
Han belönades med en Oscar för bästa manliga huvudroll för sin rollprestation i filmen Shine.

## Filmografi
| År   | Titel                                                | Roll                                 | Noter |
| ---- | ---------------------------------------------------- | ------------------------------------ | --- |
| 1981 | Hoodwink                                             | Detective 1                          | |
| 1981 | Menotti                                              |                                      | TV-serie |
| 1982 | Starstruck                                           | Floor Manager                        | |
| 1987 | Tolfte natten                                        | Sir Andrew Aguecheek                 | |
| 1996 | Shine                                                | David Helfgott (vuxen)               | Oscar för bästa manliga huvudroll Australian Film Institute Award for Best Actor in a Leading Role BAFTA Award for Best Actor in a Leading Role Boston Society of Film Critics Award for Best Actor Broadcast Film Critics Association Award for Best Actor Film Critics Circle of Australia Award for Best Actor – Male Florida Film Critics Circle Award for Best Actor London Film Critics Circle Award for Best Actor Los Angeles Film Critics Association Award for Best Actor National Society of Film Critics Award for Best Actor (3rd place) New York Film Critics Circle Award for Best Actor Satellite Award for Best Actor – Motion Picture Drama Screen Actors Guild Award for Outstanding Performance by a Male Actor in a Leading Role Society of Texas Film Critics Award for Best Actor Southeastern Film Critics Association Award for Best Actor (2nd place) Nominerad – Chicago Film Critics Association Award for Best Actor Nominated – Chicago Film Critics Association Award for Most Promising Actor Nominerad – Screen Actors Guild Award for Outstanding Performance by a Cast in a Motion Picture |
| 1996 | Mercury                                              | Bill Wyatt                           | TV series |
| 1996 | Children of the Revolution                           | Zachary Welch                        | |
| 1997 | Frontier                                             | Soldier Administrator David Collins  | Mini-serie |
| 1997 | Oscar and Lucinda                                    | Berättare                            | (röst) |
| 1998 | A Little Bit of Soul                                 | Godfrey Usher                        | Nominerad – Australian Film Institute Award for Best Actor in a Supporting Role |
| 1998 | Elizabeth                                            | Sir Francis Walsingham               | BAFTA Award for Best Actor in a Supporting Role Nominerad – Chlotrudis Award for Best Supporting Actor |
| 1998 | Les Misérables                                       | Inspector Javert                     | |
| 1998 | Shakespeare in Love                                  | Philip Henslowe                      | Screen Actors Guild Award for Outstanding Performance by a Cast in a Motion Picture Nominerad - Oscar för bästa manliga biroll Nominerad – BAFTA Award for Best Actor in a Supporting Role Nominated – Blockbuster Entertainment Award for Favorite Supporting Actor – Comedy/Romance Nominerad – Chlotrudis Award for Best Supporting Actor Nominerad – Golden Globe Award for Best Supporting Actor Nominerad – Satellite Award for Best Supporting Actor – Motion Picture Nominerad – Screen Actors Guild Award for Outstanding Performance by a Male Actor in a Supporting Role |
| 1999 | Mystery Men                                          | Casanova Frankenstein                | |
| 1999 | House on Haunted Hill                                | Stephen H. Price                     | |
| 2000 | Quills                                               | Marquis de Sade                      | Florida Film Critics Circle Award for Best Actor Kansas City Film Critics Circle Award for Best Actor Las Vegas Film Critics Society Award for Best Actor Phoenix Film Critics Society Award for Best Actor Satellite Award for Best Actor – Motion Picture Drama Southeastern Film Critics Association Award for Best Actor (3rd place) Nominated – Academy Award for Best Actor Nominated – BAFTA Award for Best Actor in a Leading Role Nominerad – Chicago Film Critics Association Award for Best Actor Nominerad – Dallas-Fort Worth Film Critics Association Award for Best Actor Nominerad – Golden Globe Award for Best Actor Nominerad – Online Film Critics Society Award for Best Actor Nominerad – Screen Actors Guild Award for Outstanding Performance by a Male Actor in a Leading Role |
| 2000 | The Magic Pudding                                    | Bunyip Bluegum                       | (röst) |
| 2001 | Skräddaren i Panama                                  | Harold "Harry" Pendel                | |
| 2001 | Lantana                                              | John Knox                            | |
| 2002 | Frida                                                | Leon Trotsky                         | |
| 2002 | The Banger Sisters                                   | Harry Plummer                        | |
| 2003 | Pirates of the Caribbean: Svarta Pärlans förbannelse | Kapten Hector Barbossa               | Nominerad – MTV Movie Award for Best Villain Nominerad – Satellite Award for Best Supporting Actor – Motion Picture Nominerad – Saturn Award for Best Supporting Actor |
| 2003 | Swimming Upstream                                    | Harold Fingleton                     | Nominerad – Australian Film Institute Award for Best Actor in a Leading Role Nominated – Film Critics Circle of Australia Award for Best Actor – Male Nominated – Inside Film Award for Best Actor |
| 2003 | Ned Kelly                                            | Superintendent Francis Hare          | |
| 2003 | Hitta Nemo                                           | Nigel                                | (röst) |
| 2003 | Intolerable Cruelty                                  | Donovan Donaly                       | |
| 2003 | Harvie Krumpet                                       | Berättare                            | (röst) |
| 2004 | The Life and Death of Peter Sellers                  | Peter Sellers                        | Primetime Emmy Award for Outstanding Lead Actor – Miniseries or a Movie Golden Globe Award for Best Actor – Miniseries or Television Film Screen Actors Guild Award for Outstanding Performance by a Male Actor in a Miniseries or Television Movie Nominerad – British Independent Film Award for Best Actor Nominated – London Film Critics Circle Award for Best Actor Nominerad – Satellite Award for Best Actor – Miniseries or Television Film |
| 2005 | München                                              | Mossad case officer Ephraim          | Nominerad – Washington DC Area Film Critics Association Award for Best Supporting Actor |
| 2006 | Pirates of the Caribbean: Död mans kista             | Kapten Hector Barbossa               | Cameo (okrediterad) |
| 2006 | Candy                                                | Casper                               | Film Critics Circle of Australia Award for Best Actor in a Supporting Role Nominerad – Australian Film Institute Award for Best Actor in a Supporting Role |
| 2007 | Pirates of the Caribbean: Vid världens ände          | Kapten Hector Barbossa               | |
| 2007 | Elizabeth: The Golden Age                            | Sir Francis Walsingham               | |
| 2008 | $9.99                                                | Angel                                | (Röst) |
| 2009 | Bran Nue Dae                                         | Father Benedictus                    | |
| 2010 | Legenden om ugglornas rike                           | Ezylryb & Lyze of Kiel (endast röst) | (röst) Nominerad – Annie Award for Best Voice Acting in an Animated Feature Production |
| 2010 | The King's Speech                                    | Lionel Logue                         | Även producent BAFTA Award for Best Actor in a Supporting Role British Independent Film Award for Best Supporting Actor Central Ohio Film Critics Association Award for Best Supporting Actor Chlotrudis Award for Best Supporting Actor Dallas-Fort Worth Film Critics Association Award for Best Supporting Actor (2nd place) Los Angeles Film Critics Association Award for Best Supporting Actor (2nd place) National Society of Film Critics Award for Best Supporting Actor Santa Barbara International Film Festival for Best Ensemble Cast Screen Actors Guild Award for Outstanding Performance by a Cast in a Motion Picture Southeastern Film Critics Association Award for Best Supporting Actor Nominerad – Oscar för bästa manliga biroll Nominerad – Broadcast Film Critics Association Award for Best Supporting Actor Nominerad – Chicago Film Critics Association Award for Best Supporting Actor Nominerad – Detroit Film Critics Society Award for Best Supporting Actor Nominerad – Golden Globe Award for Best Supporting Actor - Motion Picture Nominerad – Houston Film Critics Society Award for Best Supporting Actor Nominerad – Online Film Critics Society Award for Best Supporting Actor Nominerad – Phoenix Film Critics Society Award for Best Cast Nominerad – Phoenix Film Critics Society Award for Best Supporting Actor Nominerad – San Diego Film Critics Society Award for Best Supporting Actor Nominerad – Satellite Award for Best Supporting Actor – Motion Picture Nominerad – Screen Actors Guild Award for Outstanding Performance by a Male Actor in a Supporting Role Nominerad – St. Louis Gateway Film Critics Association Award for Best Supporting Actor Nominerad – Toronto Film Critics Association Award for Best Supporting Actor Nominerad – Utah Film Critics Association Award for Best Supporting Actor Nominerad – Washington D.C. Area Film Critics Association Award for Best Supporting Actor Nominerad – Vancouver Film Critics Circle Award for Best Supporting Actor |
| 2010 | Lowdown                                              | Berättare                            | (röst) |
| 2010 | The Warrior's Way                                    | Ron                                  | |
| 2011 | Pirates of the Caribbean: I främmande farvatten      | Kapten Hector Barbossa               | Nominerad – People's Choice Award for Favorite Ensemble Movie Cast |
| 2011 | Green Lantern                                        | Tomar-Re                             | (röst) |
| 2011 | The Eye of the Storm                                 | Basil Hunter                         | Nominerad – AACTA Award for Best Actor in a Leading Role Nominated – Film Critics Circle of Australia Award for Best Actor – Male Nominated – Inside Film Award for Best Actor |
| 2013 | The Best Offer                                       | Virgil Oldman                        | |
| 2013 | Boktjuven                                            | Hans Hubermann                       | |
| 2015 | Minioner                                             | Berättaren                           | (röst) |
| 2015 | Dottern                                              | Henry                                | |
| 2015 | Holding the Man                                      | Barry                                | |
| 2016 | Gods of Egypt                                        | Ra                                   | |
| 2017 | Pirates of the Caribbean: Salazar's Revenge          | Kapten Hector Barbossa               | |
| 2017 | Final Portrait                                       | Alberto Giacometti                   | |